# 福伊特竞技场
福伊特竞技场（德語：Voith-Arena）原称“阿尔布体育场”（Albstadion），是一座位于德国巴登-符腾堡州市镇海登海姆的专业足球场，可容纳15,000名观众。该设施位于海拔555米的海登海姆宫殿山（Heidenheimer Schlossberg）上，邻近海伦施泰因宫，是德国职业足球范围内海拔最高的球场。海登海姆足球俱乐部自2019年4月4日起成为球场的所有者，它们为此向市政府支付了200万欧元。